# Жозеф Ниепс
Жозеф Нисефор Ниепс (на френски: Joseph Nicéphore Niépce) е френски изобретател, най-известен като пионер във фотографията. 
Баща му е богат адвокат и съветник на крал Луи XV. Ниепс служи при Наполеон в Италианската кампания, но е освободен по болест. Като младеж възприема името Никифор и ползва него, а не рожденото Жозеф.  Назначен е за управител на Ница и се жени за Мария Агнес Ромеро, момичето, което се грижи за него, докато е болен от тиф. Като управител не е особено популярен, затова подава оставка и се прибира в имението. Заедно с големия си брат Клод, Никифор се хваща и с основното дело на живота си – изобретенията.Братята правят машина, известна като пиреолофор – ранен двигател с вътрешно горене. Патентът за пиреолофора е за 10 години и е подписан лично от Наполеон през 1807. 
Ниепс направил първата успешна трайна фотографска снимка. Той започнал да експериментира още от 1793 г., но ранните му резултати били снимки, които бързо избледнявали. Смята се, че от 1824 г. започнал да прави фотографии, които били трайни. Най-старата снимка запазена до днес той направил през юни или юли 1827 г. (или 1826 според някои източници).

## За него
- Marignier, J. L., Niépce: l'invention de la photographie (1999)
- Bajac, Q., The Invention of Photography, trans. R. Taylor (2002)